# Ivujivik
Ivujivik (in lingua inuktitut: ᐃᕗᔨᕕᒃ) è un villaggio inuit del Canada, situato nella provincia del Québec, nella regione di Nord-du-Québec.
È il centro abitato più a nord del Québec, ed dista più di 1.700 km dal capoluogo Ville de Québec e quasi 1.900 km dalla capitale Ottawa.